# 人中之龍 (遊戲)
《人中之龍》是2005年SEGA在PlayStation 2上所發售的動作冒險遊戲，為《人中之龍系列》的首作。在CERO的遊戲年齡分級上是十八禁的遊戲，之後被重新評估分級而變更為十七歲以上才能遊玩。PS2版本的銷量達100萬份以上。2015年9月15日，製作人名越稔洋在SCEJA媒體發表會中宣布要在2016年1月21日推出本作在PlayStation 4平台的重製版：《人中之龍 極》。截至2020年，自本作展開的整個《人中之龍系列》已在全球售出超過1400萬份。

## 概要
再現了能夠在街道中自由移動的動作遊戲。武器和食料等項目相當多樣，使人能感受到其真實感。和主線無關的小遊戲也相當多，其中還有酒店的出現。能夠以步行來移動，採用即時制並且主要以使用武器或空手來戰鬥。在攻擊敵人時會讓「熱血值」上升，到達一定程度就能利用地形或武器來使用「極道技」。根據不同條件能夠使用各式各樣的極道技。
有許多和過去SEGA所發售的《莎木》（像是城市住民的全部對話都會呈現出來）及《火爆刑事》（一對多的3D格鬥動作遊戲，像是本款遊戲裡面的掉在地上的刀和槍、椅子和桌子、看板和滅火器等背景物、吃飯時所用的胡椒都能作為武器使用）等遊戲相同的共通點。

## 故事大綱
為了保護自己的結拜兄弟錦山以及心愛的女人由美，於是自願頂替錦山並扛下殺了自己組內老大的罪名，然後服刑十年後回到神室町的主角「桐生一馬」與為了找尋母親的神祕少女相遇。這個女孩的名字叫做「遙」，同時她的手中掌握了一筆與東京第一大幫派‧東城會有關而行蹤不明的一百億元下落的關鍵资料，於是各方勢力為了這筆錢都因此盯上了這名少女。為了守護遙而戰的桐生，也在戰鬥中開始找尋何謂「人活著的意義」。

## 遊戲中的主要用語
堂島之龍
為身為堂島組成員時代的桐生的稱號。由來是來自於技術高超的刺青師・歌雕在桐生背後所刺的刺青而得名。而錦山的背後則是被刺上歌雕的作品「躍龍門之鯉」。
堂島組
桐生和錦山所屬的組織。在堂島組長死後，被風間組所吸收。
近江連盟
關西的一大黑社會組織。在2代中，關西的劇情裡成為一個重要的關鍵。
神室町
本作舞台中的街道名。街道模樣會讓人想到新宿的歌舞伎町。

## 評價
| 汇总媒体   | 得分   |
| ---------- | ------ |
| Metacritic | 75/100 |

| 媒体            | 得分   |
| --------------- | ------ |
| 1UP.com         | A-     |
| Eurogamer       | 8/10   |
| GamePro         | [ 6 ]  |
| Game Revolution | C-     |
| GameSpot        | 7.4/10 |
| GameTrailers    | 8/10   |
| GameZone        | 8.5/10 |
| IGN             | 8.2/10 |
| Fami通          | 37/40  |
| UGO             | A-     |

| 媒体           | 奖项                 |
| -------------- | -------------------- |
| 日本遊戲大獎   | Award for Excellence |
| Famitsu Awards | Excellence Award     |

本作在日本大受好评，Fami通给出37/40的分数，并称赞黑道题材的独特，以及玩法与电影叙事的结合。西方游戏媒体也普遍给出了优秀级别的评分，在评分网站Metacritic上为75/100。

## HD移植版
《人中之龍 HD》為SEGA發售的高解析度及高幀數化的移植版合集《人中之龍1&2 HD》中的作品。劇情與cv都不變，修正部分內容。

於2012年11月1日在PlayStation 3發售。於2013年8月8日在Wii U發售。

### 改进
- 修正PS2版本的BUG并調整了一些機制。

- PS3版本支援安裝至硬碟，讓所有讀取時間改善很多。

- 強化場景動畫不會在劇情發生時褪色。

- 再多處新增電話亭讓玩家可以方便存檔，並新增可在電話亭整理道具。

- 支援獎盃功能。

- 吃過的食物在菜單上會加上「記號」。

- PS3版解析度為720p，FPS為30fps。

## 人中之龍 極
《人中之龍 極》（日语：／ Ryūgagotoku Kiwami，英語：Yakuza Kiwami）為世嘉於2016年1月21日在PlayStation 4及PlayStation 3發售的遊戲軟體，也是最後一次有雙平台發行的遊戲。另外世嘉在2018年E3上公佈了本作將和《人中之龍0 誓言的場所》一同發售Windows PC版，通過Steam平台發行，發售日期為2019年2月19日。這也是人中之龍系列第二個推出PC版本的游戏。
2019年11月15日宣布，人中之龍 極推出Xbox One和Microsoft Store版本，在2020年4月22日推出。
2024年8月27日，新一期任天堂直面会播出，世嘉宣布本作即将于2024年10月25日登陆Nintendo Switch平台，为系列首部登陆任天堂Switch平台的游戏。同时官方网站也同步上线，根据网站信息本作支援繁体中文。
2025年7月31日，世嘉宣布本作即将于2025年11月13日與人中之龍 極2共同登陆Nintendo Switch 2平台。本作支援繁體中文。
宣傳詞為「《人中之龍》釋放出，為了成人們的『究極』娛樂」。
作為人中之龍系列「10週年記念作品」，將首部作品《人中之龍》加以重製，在「以10年間培養出來的最新技術重新製作」的概念下，除了將畫面及動作全部更新，並且增加許多新劇情。聲音部分也重新收錄原來九成演出者的配音，也有全新的演出者參與演出的角色。

### 改进
繼承了《人中之龍0》的系統並加以改良。
與《維新》一樣可以在操作介面（或電話亭）中存檔，Steam版追加自動存檔的功能。
戰鬥方面，將提升能力的功能改成以經驗值提升並強化桐生的堂島之龍風格。除了0代原有的戰鬥系統外，還新增古牧流系列與真島部分的熱血動作。反擊技打虎還大幅強化攻擊力並且放寬反擊的時機點，無熱血值，搭配道具可以把殺傷力最大化，但要向指定的人學習，並達成條件後才會解鎖技能。此外，还調整了火爆浪子風格的攻擊力，快攻手風格也做了許多的改良，流氓風格不變，以求讓四大風格整體上能夠較為平均。
改良迷你四驅進行比賽的「口袋賽車」的小遊戲，新增更多的素材與跑道比賽任務。
0代的「女子格鬥」摔角，因為時代改變而淘汰掉，但改成利用《甲蟲王者》系統替換的「昆蟲女王」，可使用昆蟲女王角色進行卡牌戰鬥，同时有一系列的卡牌戰鬥任務。
酒店小姐的任務回歸。特別聘請AV女優波多野結衣與瑠川里菜加入，玩家能夠去酒店與該家的公關小姐取得一定的好感與並達成相關任務，攻略完成之後，會有特殊的福利影片，值得一提的是這次福利影片共有8部，兩位各4部，除了攻略之後的第一部影片之後，其他的6個影片都要完成相關的小遊戲，獲勝之後抽到或拿到指定的物品之後，才會解鎖。
澤村由美、麗奈、世良勝以及堂島彌生等人的CV改由坂本真綾、田中敦子、大川透以及こうち澪負責配音。
客串演出者有柔道家及藝人篠原信一。
PS4版本独有遊戲特典：《人中之龍6 生命诗篇。》的体驗版。

### 新增劇情
購買由美生日禮物過程中，禮物被小偷偷走後尋回，並與由美、錦山和麗奈一同為由美慶生等劇情。
PS2版本中未說明的錦山黑化過程。
與劉家龍戰鬥後的高速公路槍擊戰，本作的槍擊戰難度更勝人中之龍0，更具挑戰性。
「真島趴趴走」特別劇情。
真島教訓自己不長眼的手下找桐生麻煩之後，桐生直言自己的處世態度與真島不同，讓原本不屑的真島對他的作法產生興趣，並表示自己會24小時不間斷地找機會與其交手，後因桐生坐牢十年，一見面真島便斷言其實力大不如前，兩人交戰後真島表示現在的神室町不是平和的傻子可以待的地方，於是揚言要幫桐生恢復到過往堂島之龍的戰力。會隨機躲在指定處或直接在街道相遇，亦會變裝為其他角色。
真島部下西田會以簡訊提示真島的計畫或行蹤，完成「真島趴趴走」特別劇情後，堂島之龍風格才會完全甦醒。但真島仍會繼續躲在指定的地方或街上行走，此時可進行自由戰鬥。
葬禮逃脫章節，真島受組長嶋野的指示而臨時參戰劇情。

### 樂曲
- 主題曲：稻葉浩志「BLEED」（VERMILLION RECORDS）
- 插曲：稻葉浩志「Receive You［Reborn］」（VERMILLION RECORDS）

### 評價
大部分的玩家都說，拿《人中之龍0》系統製作，變化不大，劇情沒有《人中之龍0》精彩，但在戰鬥系統與「真島趴趴走」評價還不錯，所以整體上來說，是一部中規中矩的一部作品。

## 備註
1. ↑  .   [2016-03-05]. （原始内容存档于2016-03-05）.
2. ↑  .   [2020-12-01]. （原始内容存档于2021-01-28）.
3. ↑  . Metacritic. CBS Interactive.   [May 3, 2014]. （原始内容存档于November 5, 2012）.
4. ↑  Mielke, James. . 1UP.com.   [2014-02-08]. （原始内容存档于2012-11-07）.
5. ↑  Bramwell, Tom. . Eurogamer.net. 2006-09-20  [2014-02-08]. （原始内容存档于2012-10-07）.
6. ↑  . GamePro. 2008-06-18  [2014-02-08]. （原始内容存档于June 18, 2008）.
7. ↑  . GameRevolution.   [2014-02-08]. （原始内容存档于2012-09-25）.
8. ↑  . GameSpot.   [May 10, 2014]. （原始内容存档于December 8, 2013）.
9. ↑  . GameTrailers.   [May 10, 2014]. （原始内容存档于May 4, 2014）.
10. ↑  . GameZone. （原始内容存档于April 16, 2010）.
11. ↑  . IGN.   [2014-02-08]. （原始内容存档于2012-01-11）.
12. ↑  . Geimin.net.   [May 10, 2014]. （原始内容存档于September 25, 2015）.
13. ↑  . UGO Networks. （原始内容存档于June 15, 2011）.
14. ↑  . IGN.   [May 10, 2014]. （原始内容存档于March 28, 2014）.
15. ↑  . famitsu.com. April 21, 2006. （原始内容存档于January 30, 2017）.
16. ↑  . 龍が如く.com.   [2015-09-28]. （原始内容存档于2021-01-18）.
17. ↑  . 龍が如く.com.   [2015-11-05]. （原始内容存档于2020-11-26）.
18. ↑  . PCGamer.   [2018-06-15]. （原始内容存档于2018-06-13）.
19. ↑  . ryu-ga-gotoku.com. 2024-08-27  [2024-09-08] （日语）.
20. ↑  . インサイド.   [2015-10-22]. （原始内容存档于2020-12-01）.
21. ↑  . ファミ通.com.   [2015-12-12]. （原始内容存档于2019-09-24）.

### 註解
1. ↑  中文版等海外版只發售PS4版[16][17]。

## 外部連結
- 人中之龍官方網站 （页面存档备份，存于）